# 松村任三
松村 任三（まつむら じんぞう、1856年2月14日〔安政3年1月9日〕- 1928年5月4日）は、日本の植物学者。

## 人物
東京帝国大学理学部植物学教室教授、附属小石川植物園の初代園長。多くの植物標本を採取しソメイヨシノやワサビなど150種以上の植物に学名を付け、それまでの本草学と近代の植物学の橋渡しをした。また、植物の分類のための植物解剖（形態）学という新しい学問を広めた。門下生に牧野富太郎がいる。だが次第に牧野を憎むようになり、講師であった牧野の免職をたびたび画策した。位階勲等は正三位勲一等。現在の茨城県高萩市出身。同市にあるかやぶきの生家は2012年12月10日の火災によって全焼した。

## 略歴
- 1856年、常陸国多賀郡下手綱村に、常陸松岡藩の家老の長男として生まれる。
- 1861年、数え6歳にして、水戸藩主の前で四書五経の素読を行う。
- 1870年、藩の貢進生に選ばれ、大学南校（後の東京開成学校、東京大学の前身）に入学。
- 1876年、東京開成学校退学。
- 1877年、東京帝国大学小石川植物園に奉職し、矢田部良吉教授の助手となる。エドワード・S・モースの大森貝塚発掘に参加する。
- 1882年、東京植物学会（後の日本植物学会）の設立に尽力。
- 1883年、東京帝国大学生物学科の助教授に就任。
- 1884年、『日本植物名彙』を著す。
- 1886年、ドイツ留学。ヴュルツブルク大学のユリウス・フォン・ザックス教授、ハイデルベルク大学のエルンスト・プフィッツァー（Ernst Pfitzer）教授に師事し、植物分類学を学ぶ。1888年、帰国。
- 1890年、東京帝国大学理学部植物学科の教授に就任。
- 1891年、理学博士の学位取得。矢田部良吉が辞任したのを受け、附属植物園の管理を命ぜられる。
- 1897年、東京帝国大学理科大学附属植物園に園長職が設けられ初代園長に就任。
- 1906年、欧米視察。
- 1912年、1904年から出版された『帝国植物名鑑』が完成する。
- 1922年、東京帝国大学退官。
- 1925年、正三位勲一等に叙せられる。
- 1928年、脳溢血のため[3]東京の自宅にて死去。

## 家族
- 父・松村儀夫 - 常陸松岡藩の家老。
- 長男・松村瞭（1880－1936） - 人類学者。1903年に東京帝国大学理科大学選科卒業後、同年東京帝大嘱託となり、鳥居龍蔵率いる人類学教室に勤務、1925年同大助教授となる。このときの松村の博士論文審査が鳥居の大学追い出しのきっかけとなる[4]。太平洋学術会議委員、学術研究会議太平洋学術調査委員、東京人類学会総務幹事も務めた。岳父に第七十八銀行取締役・熊坂弁蔵、義弟（妻よしの妹の夫）に九鬼三郎（九鬼隆一三男）[5][6]。

## 栄典・授章・授賞
位階
- 1898年（明治31年）12月10日 - 正五位[7]
- 1904年（明治37年）2月10日 - 従四位[8]
- 1909年（明治42年）3月20日 - 正四位[9]
- 1914年（大正3年）4月10日 - 従三位[10]

勲章等
- 1903年（明治36年）12月26日 - 勲三等瑞宝章[11]。
- 1910年（明治43年）12月26日 - 勲二等瑞宝章[12]
- 1915年（大正4年）11月10日 - 大礼記念章[13]
- 1920年（大正9年）12月25日 - 勲一等瑞宝章[14]

## 主な著作
松村の著作の多くは植物学に関するものであるが、幼少から四書五経をそらんじたといわれるなど国文学・言語学の素養もあり、晩年にはその方面の著作も残している。
発行年は複数巻ある場合は最初の巻が発行された年。
- 1884年、日本植物名彙
- 1886年、植物学語鈔
- 1889年、実験植物学入門
- 1890年、植物分科覧要
- 1891年、植物ノ内景及生理
- 1892年、和漢洋対訳本草辞典
- 1894年、日光山植物目録
- 1900年、植物採集便覧
- 1901年、普通植物
- 1902年、植物の形態
- 1904年、帝国植物名鑑
- 1914年、新撰植物図編
- 1916年、語源類解
- 1921年、植物名彙
- 1921年、溯源語彙
- 1924年、漢字和音
- 1927年、地名の語源
- 1928年、神名の語源